# Antonio Trivulzio (zm. 1508)
Antonio Trivulzio CRSAnt (ur. 18 stycznia 1457 w Mediolanie, zm. 18 marca 1508 w Rzymie) – włoski kardynał.

## Życiorys
Urodził się 18 stycznia 1457 roku w Mediolanie, jako syn Pietra Trivulzii i Laury Bossi. W młodości wstąpił do zakonu antonianów i uzyskał doktorat z prawa. Po przyjęciu święceń został ambasadorem Mediolanu w Parmie, protonotariuszem apostolskim i audytorem Roty Rzymskiej. 27 sierpnia 1487 roku został wybrany biskupem Como. Zaangażował się w kampanię francuską w Italii i na prośbę Ludwika XII uzyskał nominację kardynalską. 28 września 1500 roku został kreowany kardynałem prezbiterem i otrzymał kościół tytularny Sant’Anastasia. W okresie 1505–1506 był kamerlingiem Kolegium Kardynałów. Zmarł 18 marca 1508 roku w Rzymie.